# Rechtstheorie
Als Rechtstheorie wird eine Disziplin bezeichnet, die versucht, das Recht in seinen gesamten Erscheinungsformen systematisch darzustellen und daraus nachprüfbare (falsifizierbare) Erkenntnisse zu gewinnen.

## Einordnung
Rechtstheorie war zunächst Teilbereich der Rechtsphilosophie, entwickelte sich aber gegen Ende des 19. Jahrhunderts als eigenständige Disziplin. Die Bezeichnungen Rechtstheorie, Rechtsphilosophie und Allgemeine Rechtslehre werden von manchen Rechtswissenschaftlern austauschbar verwendet, für andere bezeichnen sie hingegen separate Disziplinen.

## Der Begriff des Rechts
Anders als die Rechtsdogmatik richtet die Rechtstheorie „sich nicht auf bestimmte Gegenstände rechtlicher Regelung (also nicht z. B. auf bestimmte Schuldverhältnisse, Straftaten oder Verfassungsstrukturen), sondern auf den Begriff des staatlichen Rechts selbst“, d. h. auf dessen wesentliche Merkmale: Es ist eine Verhaltensregelung, die in einer Gemeinschaft den Freiheitsgebrauch und den Interessenausgleich wirksam organisiert und gerecht ordnet.

## Funktionen der Rechtstheorie
Die Rechtstheorie hat drei Funktionen, die sich als empirisch, analytisch und normativ bezeichnen lassen.
- Empirisch geht es bei der Rechtstheorie um die Auswirkungen der Normen auf die Gesellschaft. Es stellt sich die rechtssoziologische und psychologische Frage, ob und auf welche Weise Rechtsnormen auf das Verhalten der Menschen einwirken. Es handelt sich um Untersuchungen über die tatsächliche Anwendung und Befolgung des Rechts in der Gesellschaft, seine Anerkennung durch Richter und Bürger.
- Analytisch geht es um die Untersuchung der Rechtssprache, der Struktur der Rechtsnormen und den Aufbau der Rechtsordnung.
- Normativ gesehen geht es um den Begriff des Rechts an sich (Was ist Recht?), seinen Geltungsgrund (Warum gilt Recht?) und die Methoden der Rechtsanwendung (Methodenlehre). Rechtstheorie fragt demnach nach den Möglichkeiten der Ermittlung des richtigen oder gerechten Rechts.

Zu den aktuellen Richtungen der Rechtstheorie, vgl. den Artikel Rechtsphilosophie.